# Cassandra Nova
Cassandra Nova es una supervillana que aparece en los cómics estadounidenses publicados por Marvel Comics, más comúnmente en asociación con los X-Men. Creada por el escritor Grant Morrison y el artista Frank Quitely, Cassandra apareció por primera vez en (New) X-Men vol. 1 #114 (julio de 2001). Ella es una mummudrai una forma de vida parasitaria que nace sin cuerpo en el plano astral.
Cassandra es la hermana gemela del Charles Xavier. Mientras estaban juntos en el útero, Charles «reconoció su presencia maligna y la mató». El mummudrai en el que se convirtió Cassandra se enredó telepáticamente con Xavier, otorgándole algunos poderes psiónicos, incluida la capacidad de salir del útero y crear un cuerpo, con el que buscó vengarse de su hermano. Como la sombra oscura ideológica de Xavier que está empeñada en la destrucción y el genocidio, Nova es más famosa por comandar un ejército de Centinelas que masacró a dieciséis millones de mutantes en la nación mutante Genosha. En 2009, Cassandra Nova fue clasificada como la villana de cómics número 50 más grande de todos los tiempos por IGN.
Cassandra Nova aparece en la película del Universo cinematográfico de Marvel (UCM) Deadpool & Wolverine (2024) interpretada por Emma Corrin.

## Biografía ficticia

### Origen
Cassandra Nova comenzó su vida al mismo tiempo que Charles Xavier. Concebida sin cuerpo, Cassandra improvisó uno copiando el ADN de Xavier para hacer su propio cuerpo, convirtiéndose efectivamente en su hermana gemela. Creció con su hermano hasta que tuvo manos y ojos completamente formados, cuando decidió intentar matar a Charles intentando estrangularlo con su propio cordón umbilical. Charles se defendió golpeándola con una explosión psíquica, lo que provocó que su madre tuviera un aborto espontáneo, haciendo que su cuerpo físico naciera muerto. A pesar de esto, la criatura sobrevivió como materia celular caótica que se aferró a la pared de una alcantarilla durante décadas, reconstruyendo su forma física y perfeccionando su esfuerzo por imitar los rasgos humanos. Durante este tiempo, se convenció de que el útero en el que había luchado contra Charles y el universo que ahora habitaba eran lo mismo, un universo en el que solo ella y Charles eran reales, y que su propósito era destruir todas las ilusiones que Charles tenía: sus sueños, sus X-Men y su amada Lilandra.
Jean Grey descubrió más tarde que Cassandra Nova es el mummudrai (de una leyenda lejana de los Shi'ar, que significa 'opuesto') de Charles Xavier. "La leyenda dice que cada uno de nosotros se enfrenta nuestro mummudrai personal propio en el útero, poco antes del nacimiento. Es nuestra primera experiencia con lo extraño, lo diferente". En realidad, los mummudrai son una especie de parásitos que nacen sin cuerpo en el plano astral, y sólo a través de enredarse con el desarrollo de la mente telepática de Charles Xavier fue que Cassandra Nova creó un cuerpo para sí misma.

### Genocidio
Después de que fue capaz de reconstruirse, Cassandra volvió con sed de venganza. Ella convenció al último pariente vivo de Bolivar Trask, Donald Trask III, para atacar la patria mutante de Genosha, matando a 16 millones de mutantes. Cassandra duplicó el ADN Trask para que ella también pudiera dar órdenes a los centinelas, programados para obedecer sólo aquellos con el ADN de un Trask. Cassandra infectó su propio cuerpo con millones de nanocentinelas justo allí fue capturada por Cíclope y Wolverine.
Cassandra fue llevada a la Mansión X, donde se liberó y derrotó a la mayor parte de los X-Men fácilmente. Cassandra luego se puso en la máquina "Cerebra" de Xavier (una versión mejorada de "Cerebro") e intercambió su mente con Charles, su "hermano" antes de que Emma Frost le rompiera el cuello. Atrapado en el cuerpo moribundo de Cassandra, Xavier fue incapaz de advertir a los X-Men antes de que Cassandra, ahora en el cuerpo de Xavier, le disparara.

### Imperial
Ahora en el cuerpo de Xavier, Cassandra mentalmente obligó al estudiante Beak a atacar a Bestia, dejándolo en coma después de que descubrió que Xavier y Cassandra compartían el mismo ADN. Cassandra Nova se puso en contacto con los Shi'ar, cuya líder era la Majestrix Lilandra, amante de Xavier. Cassandra manipuló al Imperio Shi'ar, manipulando a Lilandra, e hizo que la flota Imperial Shi'ar destruyera el imperio. Cassandra también forzó a Lilandra a enviar a la Guardia Imperial Shi'ar para acabar con la población mutante de la Tierra, comenzando con los X-Men. La Guardia luchó contra los X-Men hasta que fueron capaces de mostrar la verdad a la Guardia Imperial.
Enfurecidos por la traición de Cassandra y al darse cuenta del peligro que supone, la Guardia Imperial luchó contra Cassandra, quien los derrotó y se dirigió a la mansión. Ella había planeado utilizar Cerebra para eliminar a todos los mutantes. Sin embargo, Jean Grey (que se estaba volviendo cada vez más poderosa debido a una manifestación de la Fuerza Fénix) fue capaz de dividir la conciencia de Xavier en pedazos y guardar una pequeña parte de él en cada mente mutante viviente en la Tierra. Cuando Cassandra utilizó Cerebra y se centró en todos los mutantes, las piezas de la mente de Xavier se volvieron a unir, y al mismo tiempo, Jean Grey telepáticamente atacó a Cassandra, obligándola a salir del cuerpo de Xavier.
Sin un cuerpo, Cassandra se convirtió en pura energía psíquica, sin cuerpo y ciega. Emma Frost engañó a Cassandra en volver a lo que parecía ser su viejo cuerpo, que era en realidad el extraterstre polimorfo shi'ar "Stuff". La esencia de Cassandra entró en el cuerpo y fue encerrado en un programa de auto-repetición en el cerebro sintético.

### Club Fuego Infernal
Cassandra parecía haber regresado en su forma original en el arco de la historia "Danger" de Astonishing X-Men, junto con Sebastian Shaw del Club Fuego Infernal. Sin embargo, se revela que ella es simplemente una ilusión creada por Emma Frost, que está actuando mediante sugerencias post-hipnóticas implantadas durante la aparición anterior de Cassandra Nova.
Esta infiltración ocurrió cuando Emma engañó a Cassandra para que entrara en lo que parecía ser su cuerpo original: Cassandra logró plantar una semilla de su conciencia en el cerebro de Emma. Luego jugó con la culpa de sobreviviente de Emma por no perecer durante la masacre de Genosha y también con su culpa general por su vida pasada como la malvada Reina Blanca en el Club Fuego Infernal.
Nova implantó sugerencias que explotaron la culpa de Frost por sobrevivir a la destrucción de Genosha en New X-Men # 115, y Emma se convenció a sí misma de que su supervivencia se debió a que Cassandra Nova catalizó la  mutación secundaria de Frost. A cambio, Emma ayudaría a Nova como parte de un plan para infiltrarse en los X-Men como agente durmiente y Nova había borrado el recuerdo de su encuentro en ese momento.
La influencia de Cassandra resultó en que Emma creara manifestaciones de Cassandra en su forma humana, Sebastian Shaw, el yo más joven de Emma como la Reina Blanca (llamándose a sí misma "Perfección") y Negasonic Teenage Warhead, una antigua alumna de Emma, quien fue asesinada en Genosha.
Emma y estas manifestaciones luego procedieron a atacar a los X-Men; Bestia se redujo a un animal salvaje, Wolverine regresó a su identidad pasada de James Howlett cuando era un niño tímido, Kitty Pryde perdió el control de su habilidad de fase y Cíclope perdió el uso de sus poderes y quedó catatónico.
Mientras tanto, Emma / Cassandra fue sometida a una cruel visión distópica que la engañó a usar sus poderes de eliminación gradual para abrir la cámara de contención donde Cassandra, atrapado en forma Stuff, había sido encarcelada.
Los planes de Cassandra fueron frustrados por Cíclope y otros estudiantes en el Instituto Xavier (incluyendo a Blindfold e Hisako Ichiki). Cíclope reveló que si bien "Cassandra" había influido a Emma, Emma había reclutado subconscientemente a Kitty para matarla con la esperanza de que esto frustrara los planes de Cassandra.
Cassandra luego intentó que Emma transfiriera su mente a Hisako. Mientras Cassandra intentaba manipular a Emma en el plano astral, Scott estaba hablando con Emma en el mundo físico, tratando de convencerla de que devolviera la mente de Cassandra a Stuff. La única respuesta de Emma fue decir "Vete al infierno", aunque no está claro si estaba hablando con Scott o con Cassandra. Nunca se reveló si la posesión de Hisako por parte de Cassandra tuvo éxito o si Emma devolvió su mente a su prisión.

### Agenda de Extinción Mutante
Después de que Jean Grey vuelve a la vida y se propone establecer una 'nación' mutante oficial, Cassandra Nova la observa en secreto, quien de hecho había escapado de las garras de los X-Men usando sus poderes psíquicos para saltar de un anfitrión a otro, y al mismo tiempo en algún momento tomó posesión del Embajador del Reino Unido en las Naciones Unidas. Cuando Jean se enfrentó a las Naciones Unidas, sin saberlo, interrumpió los planes finamente trazados de Cassandra, y ahora Cassandra promete derribar los esfuerzos de Jean. Ella también creó una tecnología centinela microscópica que luego usó para controlar a los gobiernos implantándola en los cerebros de varios humanos. Estos humanos infectados se convierten en máquinas que odian a los mutantes, sin autocontrol y listos para acabar con cualquier mutante que los mire y mientras el equipo rojo de X-Men, aún ajeno a la amenaza de Cassandra Nova, pudo encontrar una forma de apagar esta tecnología centinela, la idea de encontrar a cada persona infectada es abrumadora. Al otro lado del mundo, los gobiernos controlados por Nova amenazan de muerte a todos los mutantes. El ejército polaco casi tiene éxito, pero el equipo rojo interviene antes de que las cosas se pongan sangrientas gracias a los poderes telepáticos de Jean y la intervención de Namor. Cassandra Nova también había reclutado a una forja que no estaba dispuesta a participar en su causa y revela que su odio mutante está motivado por su muerte cercana a manos de su hermano, Charles Xavier (que en realidad había intentado matarlo primero no se registra con ella). Más tarde se revela a sí misma a Jean Grey mientras este último estaba usando Searebro (la unidad submarina de Cerebro) para ver cómo las olas de odio anti-mutante inundan el mundo y, al mismo tiempo, también envía a Jamie Carlson, también conocido como Teen Abomination, que no está dispuesto a destruir Atlantis. Con la ayuda de los Vengadores y el resto de los atlantes, los X-Men de Jean Grey y sus aliados usan los cascos de Magneto producidos en masa para salvar a las víctimas de lavado de cerebro de Cassandra. Durante la confrontación con Cassandra Nova, Nightcrawler teletransporta a Gabby detrás de la cabeza de Cassandra para quitarle el poder, lo que le permite a Jean lograr abrir la psique de Nova para que pueda sentir todo el dolor y el sufrimiento que había causado y experimentar empatía por primera vez en ella en su existencia acabando así con su terror.

### Krakoa/Merodeadores
Finalmente, ella es trasladada a la nación de Krakoa, solo para mutantes, donde reside en una sección oculta que incluso la isla misma olvidó. La Capitana Pryde encontró en secreto a Cassandra que le informó a Kate que necesitará a Cassandra en su equipo, ya que Cassandra tiene información crucial sobre la cual ella y los otros Merodeadores deberán actuar.De hecho, cuando Pryde, Bishop, Psylocke, Aurora, Tempo, Daken, Somnus y Nova viajan 2 mil millones de años al pasado en un intento de salvar de la destrucción a la antigua civilización mutante de Threshold, el plan de los Merodeadores para salvar el pasado inmediatamente salió mal cuando Se enfrentaron a los villanos gemelos Sublime y Arkea y su ejército de "Unbreathing". El equipo se salvó varias veces gracias al poder de Cassandra Nova, para disgusto de todos. En la batalla final contra Arkea y Sublime, Cassandra Nova invitó a las dos bacterias sensibles a unirse a su cuerpo como anfitrión, solo para usar su increíble telepatía para masacrar a los billones de anfitriones que todos tenían conectados a ella, poniendo fin a la batalla de los Merodeadores contra Sublime. y Arkea. Sin embargo, después de ser salvada por Nova, Cassandra fue abatida por un ataque psíquico de Somnus. Resulta que Kate Pryde, Somnus y Emma Frost habían planeado esta traición a Nova desde el principio, utilizando el considerable talento psíquico de Frost para instalar una caja de cristal impenetrable en la mente de Pryde que mantuvo a Nova y al resto del equipo alejados. descubriendo su plan. Emma Frost y Kate fueron dos de las mutantes más afectadas por el horrible asalto de Cassandra Nova a Genosha, con todos los jóvenes estudiantes de Frost muriendo en sus brazos y el padre humano de Pryde también asesinado. Y como Pryde sabía que casi con seguridad no tendrían éxito en el pasado sin la ayuda de Cassandra, ideó un plan para usarla mientras fuera necesaria y luego acabar con ella. Mantenida viva pero inmóvil y aprisionada en las "celdas cero" de Threshold, Cassandra queda varada 2 mil millones de años en el pasado, con un evento de extinción masiva en el horizonte.

## Otras líneas argumentales
Cuando la Hermandad de mutantes diabólicos liderada por Exodus, intentó atacar el Instituto, la enfermera Annie Ghazikhanian decidió abandonar la mansión, junto con su hijo Carter, al sentir que el lugar no era seguro. Al salir, una proyección astral de una persona indeterminada se muestra junto al rostro de Carter. Annie parece no darse cuenta de esta proyección. La proyección fue revelada más tarde por Chuck Austen como el retorno previsto de Cassandra Nova, pero en su partida de la serie, acabó con su plan.
En una entrevista, el escritor de Marvel, Mike Carey, declaró que una de las historias más extravagantes que había considerado involucraba a Cassandra Nova y otro mummudrai. Un segundo mummudrai llegaría del espacio e impregnaría a Nova, creando una camada de "jóvenes mummudrai gestando en las mentes de los X-Men". Según Carey, la historia "... habría sido divertida de hacer, pero Joss Whedon llegó a Cassandra antes que yo".

## Poderes y habilidades
Los mummudrai generalmente se ven obligados a luchar con la mente de su anfitrión por un cuerpo. Sin embargo, dado el gran potencial del genoma de Xavier junto con los aspectos de manipulación del ADN de un Mummudrai/Revenant, Cassandra Nova pudo construir su propio cuerpo desde cero, imitando los rasgos humanos lo mejor que pudo. Cassandra Nova puede acceder al espectro completo de funciones mutantes latentes en el genoma de Xavier (aparentemente tiene los poderes de Charles Xavier, los que él podría tener y los que podría recibir como resultado de una mutación latente), otorgándose vastos poderes psiónicos. Estos poderes incluyen telepatía, telequinesis y una habilidad de biofase. Pudo bloquear las considerables habilidades telepáticas de Charles Xavier, crear una armadura psiónica, desintegrar el tejido completo del brazo de Wolverine y hacer que su cuerpo fuera completamente intangible hasta el punto de permitirle resistir una explosión directa de Cíclope. También tiene todos los poderes del mummudrai "promedio", que son la manipulación astral, la posesión mental y la alternancia genética. Sus capacidades telepáticas son tan avanzadas que pudo ocultar su posesión del cuerpo de Charles Xavier durante bastante tiempo a pesar de interactuar directamente con considerables telépatas como Jean Grey, Emma Frost y Stepford Cuckoos al mismo tiempo. Cassandra también puede manipular el ADN que ha copiado para que actúe como un factor de curación rápido o para imitar la voz y el ADN de los demás.
Primero, usando su capacidad de copia de ADN, imita a Donald Trask III (un pariente de Bolivar Trask) para que pueda ordenar por voz a los Centínelas (que obedecen a la línea familiar Trask) para atacar a Genosha.

## Recepción
- En 2017, WhatCulture clasificó a Cassandra Nova en el segundo lugar en su lista de los "10 villanos más malvados de X-Men".[28]

## Otras versiones

### Ha llegado el mañana
En la línea de tiempo futura de Here Comes Tomorrow, la reeducación de Cassandra fue un completo éxito; había abrazado el sueño de Xavier y llegó a convertirse en directora del Instituto Xavier. En lugar de simplemente llamarse Cassandra Nova, agregó el apellido Xavier al suyo, y ahora se hace llamar Cassandra Nova Xavier. Junto a Wolverine, las tres Stepford Cuckoos restantes (que ahora se hacen llamar Tres en Uno), el nieto de Beak, Tito Jr, E.V.A. y No-Girl (Martha Johansson), Cassandra se convirtió en una de los X-Men, luchando contra Sublime y sus ejércitos de Reptadores, liderados por Apollyon. Cassandra fue destruida por Sublime después de que desató a Fénix en los X-Men.
Sin embargo, esta línea de tiempo divergió de la Tierra-616 cuando Jean Grey retrocedió y obligó psíquicamente a Cyclops a aceptar la oferta de Emma de dirigir juntos el Instituto Xavier.En la línea de tiempo 616, Cassandra recordó su identidad original.

### X-Men: El Fin
Cassandra Nova influye de manera destacada en el futuro representado en la historia de X-Men: The End como esta versión del Fénix. En esta línea de tiempo, ella sigue siendo una villana, la principal responsable de los ataques Shi'ar a los X-Men, que había manipulado con la esperanza de hacerse con el control de Jean Grey y la Fuerza Fénix. Su esperanza era vincularse con el Fénix y así poder destruir toda existencia. Aunque ella tuvo éxito,Jean y Psylocke son capaces de someter a Cassandra. Luego, Jean le dice a Cassandra que todos van a trascender la realidad. Jean usa su conexión con el Fénix para reunir a una gran cantidad de X-Men (tanto vivos como muertos) para que todos puedan volverse uno con el universo mientras traen a otros de regreso a la Tierra. Xavier y Cassandra admiten que se tienen miedo el uno al otro y Jean les dice que esto es parte del ser humano. Luego, ella y los X-Men resucitados forman un Fénix gigante y se convierten en parte del universo mismo.

### El Gran Búho Blanco
En la Tierra-TRN342, Cassandra Nova de alguna manera ha sobrevivido durante cuatro mil años y casi conquistó el mundo como el "Gran Búho Blanco" después de que desató la Gran Corrupción y dejó caer por completo el Velo que separaba la Realidad Principal de la realidad de los Revenants, más conocido como Mummundrai.
Cuando los Revenants fueron desatados en la Tierra, Cassandra se convierte en su Reina y pronto la presencia de Bishop en esta realidad llamó la atención de Cassandra. Bishop había sido arrojado a esta Tierra futura después de fracasar en su intento de matar a Hope Summers y pronto se convirtió en un Cazador de Revenant, incluso adoptó a una niña llamada Amber. Mientras estaban en una misión para rastrear a un Toro Renacido llamado Oso Demonio durante dos meses, Bishop y Amber lo encontraron en los bosques fuera de un asentamiento humano. No se dieron cuenta de que el Oso Demonio era parte de una trampa tendida por la propia Gran Búho Blanco. Oso y Búho atacaron, y Bishop los mantuvo a raya el tiempo suficiente para que Amber huyera a un lugar seguro, pero terminó siendo poseído por ambos Revenants por su heroísmo. La Reina Revenant tenía la intención de utilizar a Bishop como recipiente, ya que quería viajar en el tiempo para desencadenar la Gran Corrupción varios miles de años antes de lo que sucedió originalmente.
Rematerializándose en el presente afuera de Union Station en Los Ángeles, California, la Reina Búho dirigió el cuerpo de Bishop hacia la búsqueda de un psíquico digno de sacrificar por los rituales de la Corrupción. Se centró en una nueva mutante llamada Ginny Guzmán, pero Spiral y un equipo de la Escuela Jean Grey ya estaban peleando por la chica. La Reina Revenant permitió que el Oso Demonio pisoteara a los defensores de la niña hasta que se acercó lo suficiente como para proyectar su propia psique corrupta en la niña. Dejó atrás a un Obispo y un Oso Demonio muy nerviosos y confundidos, quienes fueron golpeados por Puck.
Finalmente, Cassandra tomó posesión del cuerpo de Ginny y mató a otro nuevo psíquico mutante para comenzar la Gran Corrupción. Cuando los Revenants comenzaron a ser desatados por cientos en todo Los Ángeles, Bishop y sus aliados atacaron a la Reina Búho en su base en el Observatorio Griffin y, a través de una complicada secuencia de eventos, atraparon a Cassandra en el cuerpo humanizado de la contraparte Revenant de Psylocke, y luego la sacrificó en un ritual que revirtió la Gran Corrupción antes de que cayera por completo el Velo al Inframundo.

### X-Men '92
Durante Secret Wars, el dominio de Battleworld en Westchester contenía una versión de Cassandra que dirigía el Instituto Clear Mountain, cuyo propósito era convertir a mutantes anteriormente malvados en personas dóciles y no violentas. Cuando los X-Men vinieron a investigar, las fuerzas de Cassandra los capturaron y ella los expuso al mismo trato, buscando transformarlos en modelos "puros" y perfectos para los niños de Westchester.
Finalmente se reveló que esta versión de Cassandra es en realidad un clon femenino de Charles Xavier, creado por Apocalipsis y luego poseído por el Rey Sombra. Charles, trabajando junto con Psylocke y Cable, puede quitarle al Rey Sombra de Cassandra y destruirlo, con Cassandra escapando y luego encontrándose con Joseph.

## Posible conexión con Ernst
En la serie de Morrison se insinuó que Cassandra Nova tomó la forma de Ernst una vez que fue colocada dentro del cuerpo de Stuff como parte de su reprogramación. En la parte final de Planet X, Xorn-como-Magneto amenaza a Ernst y le dice que sospechaba que había más en ella de lo que parecía.La pista final fue en Here Comes Tomorrow, donde le dice a Martha Johansson, con quien siempre se veía a Ernst, que "por supuesto que todavía puedes llamarme Ernst".
Los escritores posteriores han tratado de contradecir esto, bajo un presunto edicto editorial. En New X-Men de Chuck Austen, Cyclops y Beast investigan la unidad de contención de Cassandra después de la destrucción de la mansión, solo para nunca encontrarla (y aparentemente no les importa una vez que no lo hacen);esto parecería sugerir que ella no era Ernst o que no sabían que era Ernst (Xorn, el propio maestro de Ernst, no lo sabía pero sospechaba que Ernst era más de lo que parecía). En el tercer arco de Astonishing X-Men de Joss Whedon, una proyección psíquica de Cassandra Nova busca la forma gelatinosa y verde de Stuff, encerrada dentro de una caja de metal.La trama de Whedon aparentemente contradice el arco de dos partes de Austen. Del mismo modo, Ernst ha sido mostrado claramente junto al cuerpo estudiantil en publicaciones posteriores.

## En otros medios

### Película
Cassandra Nova aparece en la película del Universo cinematográfico de Marvel Deadpool & Wolverine (2024), interpretada por Emma Corrin.Esta versión es una mutante con poderes telepáticos y la hermana gemela de Charles Xavier. Nova fue podada en el Vacío por la Autoridad de Variación Temporal, quien le permitió gobernarlo junto a Alioth y tomó un equipo de villanos supervivientes para convertirse en su ejército. Cuando se enfrentó a Wade Wilson y James "Logan" Howlett, Nova comenzó un conflicto contra ellos, pero después de ser salvada por el dúo de ser asesinada por John Allerdyce, ella les permitió regresar al universo de Wilson. Aunque después de enterarse de que el Agente Paradox intentó matarla, ella decidió usar el Time Ripper para destruir todas las realidades en el multiverso. Sin embargo, Nova fue asesinada por Wilson y Logan cuando destruyeron la máquina.

### Videojuego
Cassandra Nova aparece como personaje jugable en Marvel Future Fight.